# La Gaude
La Gaude es una comuna francesa situada en el departamento de Alpes Marítimos, en la región de Provenza-Alpes-Costa Azul.
Está situada a 10 km al noroeste de la ciudad de Niza.

## Demografía
| 1072 | 1631 | 2309 | 3097 | 4951 | 6170 | 6816 |
| Para los censos de 1962 a 1999 la población legal corresponde a la población sin duplicidades (Fuente: INSEE [Consultar]) |      |      |      |      |      |      |